# Вопросы языкового родства
«Вопро́сы языково́го родства́» (англ. Journal of Language Relationship) — международный научный журнал, посвящённый проблемам сравнительно-исторического языкознания. Является единственным в России специализированным изданием по сравнительно-историческому языкознанию. Издаётся совместно Сектором лингвистической компаративистики ИВКА РГГУ и ИЯ РАН, в США издаётся издательством Gorgias Press. Журнал входит в список ВАК как отдельная серия «Вестника РГГУ». Основной журнал Московской школы компаративистики. Согласно результатам проекта НИУ ВШЭ по экспертному ранжированию российских научных журналов, «Вопросы языкового родства» попали в категорию А2 — узкопрофильные журналы высокого уровня. Все материалы, представленные в журнал для публикации, проверяются экспертами с использованием двойной слепой процедуры. Распространяется по модели платинового открытого доступа — бесплатно как для авторов, так и для читателей. С 2019 года индексируется в международной библиографической базе Scopus.
Основан в 2008 году К. Бабаевым. В 2011 приобрёл международный статус: журнал стал также издаваться в США издательством Gorgias Press. Издавался два раза в год, с 2015 издаётся четыре раза в год. По состоянию на 2022 год главным редактором с момента основания является В. А. Дыбо, заместителем главного редактора Г. С. Старостин. Председатель редакционного совета Хайнер Айхнер (Вена), в редакционный совет входят учёные из Анн-Арбора, Брно, Парижа, Нью-Мексико, Лейдена, Москвы, Белфаста и Беркли. В журнале публикуются статьи на русском, английском, французском и немецком языках.